# Oscar Jolles
Oscar Jolles (geboren 10. November 1860 in Berlin; gestorben 11. März 1929 ebenda) war ein deutscher Schriftgießereidirektor.

## Leben
Jolles wuchs in Dresden auf. Von 1878 bis 1882 absolvierte er eine Ausbildung im Bankhaus Jaquier & Securius. Anschließend studierte er Nationalökonomie und wurde 1886 in Jena promoviert. Als Assistent für die Reichsbank war er in verschiedenen Städten tätig. Von 1892 bis 1899 war er Direktor der Dampfbrennerei und Presshefe-Fabriken in Hamburg-Wandsbek, der damals größten Destillerie für hochprozentigen Schnaps. Anschließend wurde er Direktor und Vorstandsmitglied der Schriftgießerei H. Berthold AG in Berlin.
Jolles war daneben im Vorstand des Vereins der Freunde der Preußischen Staatsbibliothek und der Berliner Wiegendruckgesellschaft. In der Soncino-Gesellschaft der Freunde des jüdischen Buches war Jolles Mitglied und von 1926 bis 1926 zweiter Vorsitzender.

## Veröffentlichungen
- Die Ansichten der deutschen nationalökonomischen Schriftsteller des sechszehnten und siebzehnten Jahrhunderts über Bevölkerungswesen. Fischer, Jena 1886 (Diss., Univ. Jena) (Digitalisat).
- (Hrsg.): Die deutsche Schriftgiesserei: eine gewerbliche Bibliographie. Berthold, Berlin 1923 (Bertholddruck; 3) (Digitalisat).
- Wünscheder Schriftgießereien. In: Aloys Ruppel (Hrsg.): Gutenberg Festschrift zur Feier des 25jährigen Bestehens des Gutenbergmuseums in Mainz. Gutenberggesellschaft, Mainz 1925, S. 38–40.